# 努雷奇
努雷奇（義大利語：Nureci），是意大利奥里斯塔诺省的一个市镇。总面积12.89平方公里，人口361人，人口密度28.0人/平方公里（2009年）。ISTAT代码为095036。